# Юліуш Кляйнер
Ю́ліуш Кляйнер (пол. Juliusz Kleiner; 20 квітня 1886, Львів — 23 березня 1957, Краків) — польський літературознавець.

## Біографія
Ю́ліуш Кляйнер народився в родині залізничного інженера-єврея. Після закінчення гімназії у Львові) став студентом університету Яна Казимира (нині Львівський національний університет імені Івана Франка). Вивчав філософію, польську і німецьку літературу. У 1905-1908 рр. був стипендіатом Львівської наукової бібліотеки імені В. Стефаника. У 1908 році захистив дисертацію з філології. Під час німецької окупації (1941—1944) ховався під псевдонімом Яна Залютинского в Люблінському воєводстві. Врятована ним з Казахстану Стефанія Скварчинська прихистила його у Фудаковських, Тележинських і Жултовських. Після війни жив у Любліні. У 1944—1947 роках був професором Католицького університету в Любліні, а в 1947 році переїхав у місто Краків, де працював професором Ягеллонского університету. У Кракові жил до своєї смерті.

### Трудова діяльність
Розпочав працювати в середній школі.
- У 1910-1911  рр. — навчався в Німеччині і Франції.

- 1912 р. — навчався у Львівському університеті.

- 1916-1920 рр. — був професором Варшавського університету.

- Від 1920 року працював у Львівському університеті, де керував відділом новітньої польської філології на кафедрі полоністики.

- 1919 — член Польської академії знань.

- 1933 — працював у Польській академії наук

Під час радянської окупації Львова (1939—1941) працював у Львівському університеті

## Наукова діяльність
Юліуш Кляйнер розпочав рано займатися науково-дослідною діяльністю. В 1906 році він написав першу статтю «Патріотизм Словацького». Вона була надрукована в 1906 році в журналі «Biblioteka Warszawska». У 1910 році вийшла його перша книга «Дослідження про Словацького». Через два роки вийшла двотомна монографія «Зигмунд Красинський. Історія думки». У фокусі наукових інтересів Юліуша Кляйнера знаходилися поети-романтики, особливо Словацький. Ю. Клейнер також досліджував творчість Адама Міцкевича. Вчений вніс вклад в теорію літератури. Зіграв помітну роль в історії гуманітарних наук в Польщі. На противагу позитивістам захищав тезу про своєрідність предмету і дослідницьких методів гуманітарних наук, з одного боку, і природознавства, з іншого. В останні роки життя літературознавець працював над виданням «Повного зібрання творів» Словацького. Цю роботу після його смерті завершив Владислав Флоріан із співавторами (останній, 12-й том з'явився в 1976 році) У 1934 році професор Юлій Кляйнер брав участь у дискусії щодо російського періоду біографії Адама Міцкевича. У 1954 році входив до складу Наукової комісії з питань відзначення року Адама Міцкевича Польською Академією Наук.

## Твори
- Zygmunt Krasiński: Dzieje myśli. T. 1–2. Lwów, 1912

- Juliusz Słowacki: Dzieje twórczości. T. 1–4. Warszawa, 1919–27

- Mickiewicz: Dzieje Gustawa. Lwów, 1933

- Zarys dziejów literatury polskiej. T. 1–2. Lwów, 1938–39

- O Krasickim i Fredrze: Dziesięc rozpraw. Wrocław, 1956

- Studia z zakresu teorii literatury. Lublin, 1956

- Studia inedita. Lublin, 1964